# Uwe Bein
Uwe Bein (Heringen, 26 settembre 1960) è un ex calciatore tedesco.
Anche se, a causa della sua natura riservata, non è mai stato in grado di ottenere grande notorietà pubblica, i suoi fan e anche gli esperti lo ritengono uno dei centrocampisti tedeschi più dotati tecnicamente del suo tempo. Bein è stato considerato come il miglior giocatore tedesco in grado di realizzare il passaggio decisivo.

## Carriera

### Club
La carriera professionistica di Bein iniziò nel 1978 con i Kickers Offenbach. Si trasferì in seguito al Colonia, all'Amburgo e all'Eintracht Francoforte. Dopo aver disputato 300 partite in Bundesliga segnando 91 gol, nel 1994 si trasferì in Giappone agli Urawa Red Diamonds per poi ritornare in Germania, nel 1997, vestendo la maglia del Gießen.

### Nazionale
Con la Nazionale tedesca Bein vinse i mondiali 1990, durante i quali disputò tutta la fase a gironi e la semifinale prima di infortunarsi, per un totale di 4 delle 7 partite giocate dei tedeschi. Segnò anche una rete contro gli Emirati Arabi Uniti.
Dopo il mondiale non ebbe più la fiducia del CT Berti Vogts e si ritirò dalla Nazionale nel 1993, dopo un totale, tra Germania Ovest e Germania di 17 partite e 3 reti

## Palmarès

### Nazionale
- Campionato mondiale: 1

1990